# Fjernøstlige Republik
Den Fjernøstlige Republik (russisk: Дальневосто́чная Респу́блика, ДВР, – Dalnevostotsjnaja Respublika, DVR), undertiden benævnt Tjita-republikken, var en nominelt uafhængig stat oprettet i Blagovesjtjensk den 6. april 1920 og omfattende det tidligere Russisk fjernøsten og Sibirien øst for Bajkalsøen. Selv om republikken nominelt set var uafhængig, var den i vid udstrækning kontrolleret af Russiske SFSR (RSFSR), og dens vigtigste formål var at være en buffer mellem RSFSR og de områder, som Japan havde besat.
Republikken omfattede de områder, der modsvarer de senere Zabajkalskij kraj, Amur oblast, Khabarovsk kraj og Primorskij kraj i Rusland.
Frem til oktober 1920 var hovedstaden Verkhneudinsk (det senere Ulan-Ude), og derefter blev Tjita hovedstaden.
Efter at Japan havde evakueret Vladivostok den 25. oktober 1922, blev den russiske borgerkrig erklæret afsluttet. Tre uger senere, den 15. november 1922, blev Den Fjernøstlige Republik lagt sammen med RSFSR.

## Historie

### Baggrund
Den nye stat blev oprettet med stiltiende støtte fra den nye russiske bolsjevik-regering, som ønskede en bufferstat mellem RSFSR og de områder, som var under kontrol af af Japan. En japansk armé på 70.000 mand støttede den Hvide hær under den russiske borgerkrig. Japan kontrollerede allerede Vladivostok og dele af Stillehavskysten, desuden de kinesiske grænseområder, de havde besat i 1918.
Oprettelsen af den formelt neutrale stat så "de hvide" som en (sidste) mulighed for på gammelt russisk område at kunne oprette en hvid statsdannelse, herfra afvente det bolsjevikiske styres sammenbrud for der efter at genoprette en samlet statsdannelse under ikke-bolsjevikisk styre.
Under borgerkrigen havde bolsjevikkerne magten i hovedstaden, der dog blev flyttet fra Sankt Petersborg til Moskva af sikkerhedshensyn. Ligeledes lod man under hensyn til krigen de centralrussiske industriområder flytte længere væk fra krigsfronterne. Den Røde Hær trængte efterhånden fra Ural frem til Bajkalsøen, men der skulle gå to år inden, hæren nåede frem til Stillehavet. I mellemtiden oprettedes stribevis af stedlige styrer, formelt selvstændige, der hver for sig efter forholdene manøvrerede mellem Moskva og de hvide. Det var i denne sammenhæng, at Den Fjernøstlige Republik opstod og fungerede.
I 1920 var forholdene i det sovjetiske fjernøsten yderst brogede. Admiral Koltjak var blevet slået, men et polsk fremstød i Ukraine og baron Pjotr Nikolajevitj Wrangels angreb fra Krim tvang Den røde hær til at trække sine styrker til den europæiske del af landet. Japan havde allerede i april 1918 sikret sig kontrollen over Primorskij, Amur og Bajkal-områderne og derved sikret hétman Semjonovs Burjat-Mongolske Republik og beskyttet Koltjaks tilbagetog.
De allierede (USA, England, Frankrig) og Japan havde ikke opgivet et håb om at kunne oprette en autonom, bolsjevikfri statsdannelse ved Stillehavskysten. Sovjetstyret rettede den 25. april 1920 henvendelse til Japan for at indlede fredsforhandlinger, men henvendelsen blev tilbagevist. Under indtryk af magtfordelingen blev Lenin overbevist om, at en sovjetisering af fjernøsten måtte udskydes. Det vigtigste måtte være at undgå sammenstød, der kunne give Japan anledning til fremrykning længere end Bajkal og Primorskij. Lenin og Trotskij udtænkte derfor ideen om en bufferstat og gav ordre til, at bolsjevikkerne i fjernøsten midlertidigt indstillede deres virksomhed. Statens selvstyre og styreform blev sikret af Japan under pres fra USA.
Bag kulisserne kontrollerede Sovjetunionen republikkens bolsjevikker dels via den sibiriske partikomite, dels gennem udsendinge fra Moskva. I november 1920 fandtes der i Den Fjernøstlige Republik i alt 330 kommunistiske grupper med samlet 9.000 kommunister, 200 komsomol-grupper med 5.000 komsomol-medlemmer. Disse skulle sikre, at der ved valg kunne sikres fremgang for de revolutionære kræfter .

### Republikken oprettes
Den nye republik fik sin debut den 7. marts 1920, da den Moskva-orienterede, men ret selvstændige folkekommisær Aleksandr Mihhailovitj Krasnosjstjokov med japansk støtte i Verkhneudinsk oprettede Den midlertidige "Bajkal-landets Regering". Krasnosjstjokov var ikke Moskvas ønskeredskab. Han agtede at oprette en reelt uafhængig stat i fjernøsten. Moskvas udsendinge lod hans kandidatur til statsministerposten falde, men stedlige bolsjevikker bakkede ham op. Således støttede formanden for Jakutsk-sovjetten Primorskij-bolsjevikkerne i deres krav om, at hovedstaden i den nye republik skulle ligge i Vladivostok. Denne variant fik også opbakning fra de allierede, som havde diplomatisk og økonomisk tilstedeværelse i byen. Til fordel for dette valg talte tillige tilstedeværelsen af havnen, der forbandt republikken med Japan og USA. Omvendt var Lenin meget imod, for han med de stedlige bolsjevikker ville kontrollere den planlagte parlamentsforsamling og samtidig sikre muligheden for at trænge japanerne ud, først fra Bajkal-området og siden hele området.
Verkhneudinsk blev derfor republikkens hovedstad den 6. april 1920, da Den Midlertidige Bajkal-områdes Regering trådte i funktion. Krasnosjstjokov formulerede som stats- og udenrigsminister en engelsksproget selvstændighedsdeklaration, der var specielt rettet til USAs, Englands, Canadas, Japans og Kinas journalister.
Der blev oprettet diplomatisk forbindelse med Kina og forbindelse med Internationalt Røde Kors. Republikkens flag blev grønt med anker og neg i øverste højre hjørne.
Til at begynde med bestod Den Fjernøstlige Republik kun af området omkring Verkhneudinsk, men i løbet af sommeren 1920 bestemte sovjetregeringen i Amur-territoriet sig for at indtræde i republikken. Hétman Grigorij Mikhailovitj Semjonov blev kastet ud af sit tilholdssted i Tjita i oktober 1920, og i december 1920 kom også kystprovinserne med den vigtige by Vladivostok endelig med i Den Fjernøstlige Republik. Japan besatte den nordlige del af øen Sakhalin frem til 1925, som kompensation for massakren på japanske civile i Nikolajevsk ved Amur i 1920. Til trods for sin enorme størrelse (3 gange større end Frankrig) havde landet kun 2 mio. indbyggere.
I praksis var landet skabt omkring de store byer og Den transsibiriske jernbane. De omgivende områder omfattede arealer med selvstyrende kasakhstyre og bolsjevik- partisangrupper, der førte ubønhørlige kampe mod hinanden.

### Mordet på japanerne i Nikolajevsk
Det nye styre måtte tage specielt hensyn til de japanske styrker i landet, ikke mindst efter at en partisangruppe havde myrdet over 700 japanere. Tokyo gjorde Moskva ansvarlig herfor og den kejserlige hær besatte den nordlige del af Sakhalin indtil hændelsen var blevet klarlagt.
Endvidere gav den japanske overkommando ordre til at beskytte japanske liv og interesser i området. Den 4. og 5. april – tre dage efter, at den sidste amerikanske enhed havde forladt bugten, angreb japanerne alle kendte sovjetiske organisationer i Vladivostok,Nikolsk-Ussurijsk, Spasskij og Khabarovsk. Begge sider havde alvorlige tab: omkring tusind japanere og tre tusind bolsjevikker, blandt sidstnævnte også partisanernes leder Sergej Georgijevitj Laso.

### Kaotisk styre
I 1920 virkede fem selvoprettede "regeringer", idet hver af dem påkaldte sig ledelsen over områder omfattende enten dele af eller hele fjernøsten. Alle havde i større eller mindre grad forbindelser til både Moskva og Tokyo.
Foruden centralregeringen i Verkhneudinsk var der også et regionalstyre i Vladivostok, der opretholdt overhøjhed over Primorskij, Nord-Sakhalin og Kamtjatka.
Med japansk tilladelse dannedes stedlige borgerlige og socialistiske koalitioner af mensjevikker, esserere(?) og andre selvstændighedstilhængere, mens bolsjevikkerne trak i trådene bag facaden.
I Khabarovsk, der var "de hvides" hovedkvarter og som ikke ville anerkende den nye republik, fortsatte man at tale om "et fælles og udeleligt Rusland" og havde som ledere den tidligere præsident for municipaldumaen Konstantin Likhoidov og Aleksander Pljustnin, der støttede sig til ejendomsejere og beskyttede japanske interesser. Her virkede et politi og kosakker under ledelse af hétman Botskarev, der havde dødsdømt Laso.
Den senere leder af sikkerhedstjenesten Meir (Mejer) Trilisser opretholdt i Blagovesjtjensk en egen "rød ø". Han nægtede pure at anerkende Den Fjernøstlige Republik og opfordrede til straks at sovjetisere hele fjernøsten. I det østlige Bajkal havde den japanske hær sammen med hétman Semjonov magten i den af denne oprettede Burjat-Mongolske Republik.
Det var under disse forhold, at styret i Verkhneudinsk skulle manifestere sin magt. Officielt anerkendte Moskva Den Fjernøstlige Republik den 14. maj 1920. Gradvist fik centralstyret mulighed for at hævde sin magt Trilisser opgav sine radikale bolsjevikplaner mod at blive republikkens repræsentant i Blagovesjtjensk. Man forsøgte at forbedre det indbyrdes forhold mellem partisanerne og den revolutionære arme, der gik for at være republikkens hær. De hvide blev givet håb om, at alt endnu kunne ske.

### Japansk tilbagetrækning
Krigsminister Vladimir Sergejevitj Sjatov (Bill Sjatov) havde forhandlinger med de japanske parter og foreslog, at den kejserlige arme under general Ōi Shigemotos ledelse skulle evakueres. Den Fjernøstlige Republik skulle officielt erklæres neutral for at forhindre indblanding fra Sovjetunionens side.
Efter to måneders forhandlinger erklærede Tokyo sig enig heri, og en officiel fredsaftale med Japan blev underskrevet den 15. juli 1920 på jernbanestationen i den bosættelse Gongota i Transbajkal(Kendt som Gongota aftalen af 1920). I løbet af 1920-1922 trak de japanske styrker sig gradvist tilbage fra Østsibirien.
Fredsaftalen og den japanske tilbagetrækning undergravede hétman Semjonov, der flyttede sin Burjade-Mongolske Republik til Transbajkal, 10 mil fra Manchuriets grænse og med hovedstad i Nertjinsk. Da japanerne to måneder senere tilkendegav, at de ville trække sig tilbage fra Khabarovsk, flyttede de hvide deres hovedkvarter til Vladivostok. Så snart japanerne i oktober havde forladt Khabarovsk, flyttedes Den Fjernøstlige Republiks hovedstad fra Verkhneudinsk til Tjita. Regeringen indrettede sig i et hotel. I november fulgte folkehæren efter Semjonovs og Kappels folk og besatte områderne frem til Amur-flodens bredder.
Til trods for sin fremgang fra april til november 1920 kunne Den Fjernøstlige Republik ikke formå regionalstyret i Vladivostok at anerkende sin overhøjhed. De stedlige bolsjevikker var forsigtige med ikke at fremkalde uro så længe japanske hærstyrker endnu befandt sig i Primorskij. Det resulterede i at den 11. december anerkendte det af bolsjevikkerne kontrollerede stedlige repræsentation Den Fjernøstlige Republik. Ved at udnytte, at republikken kunne anses for officielt anerkendt, underskrev Moskva i slutningen af 1920 en grænseaftale med Kina.

### Den grundlovgivende folkeforsamling
Den 9.-11. januar 1921 afholdtes i Verkhneudinsk valgene til den grundlovgivende forsamling med 382 medlemmer. Kommunister og de bolsjevikisk indstillede bønder fik 72,6% af stemmerne eller næsten tre fjerdedele af pladserne. Republikkens hær var overvejende under bolsjevikkernes kontrol. Den 27. april vedtoges en grundlov.
En regering under kommunistisk kontrol blev indsat. Men da Krasnosjstjokovs interesser kolliderede med Lenins udsending Boris Sakharovitj Sjumjatskijs holdninger, blev den fjernøstlige præsident i maj 1921 kaldt til Moskva, hvorfra han aldrig vendte hjem.
Efter at have afventet ikrafttrædelsen af fredsaftalen med Japan den 15. oktober 1920 og de sidste rester af den japanske hærs tilbagetrækning fra Bajkal til Primorskij, angreb Folkehæren overraskende hétman Semjonovs styrker (semjonover). Tusinder af hans soldater og omkring 35.000 såkaldte ”kappelevtsy” (monarkisten Vladimir Kappels hvide hærstyrker) med familie flygtede i retning mod Stillehavet. Semjonovs styrker trak sig tilbage til Grodekovo, kappelevtsy samlede sig i Rasdolnoje og Nikolsk-Ussurijsk.

### Det hvide modstød
I 21. maj 1921 iværksatte brødrene Merkulov et kup i Vladivostok og området der omkring til støtte for de flygtende. De udråbte den anti-bolsjevikiske Primorskij Midlertidige Regering, kappellaerne bortjog regionalstyret, mens japanerne holdt Folkearmeen borte. Imidlertid skete kort efter et magtskifte i Japan, og den nye regering her indgik efter pres fra Washington en fredsaftale med Moskva. De japanske styrker blev trukket hjem.
Omkring 17.000 kappelevtsy , semjonover, soldater fra Koltjaks styrker og alskens andre samledes nu i Vladivostok fra alle mulige steder i Rusland. De havde endnu forestillingen om, at det ville være muligt at omstyrte det bolsjevikisk styre, blandt andet under indtryk af et oprør blandt matroserne i Kronstadt og bønder i Tambov-oprøret. Ganske letsindigt troede man, at der blot skulle en enkelt sejr eller to til for at bane vejen til Moskva.
Leder af de hvide styrker blev general Viktor Moltsanov, hvis march mod Moskva begyndte den 1. november 1921 nord for Spasskij. I slutningen af december erobredes Khabarovsk. Fremrykningen standsede ved Volotjajevka. I begyndelsen af 1922 var de hvides selvvurdering stor, men Folkehæren, der i slutningen af januar talte 15.000-20.000 mand, indledte et angreb mod de hvide med 6.000 mand. Den 14. februar erobrede Folkehæren atter Khabarovsk, og Moltsanov måtte trække sig tilbage til Spasskij.
Folkehærens leder, krigsminister Vasilij Konstantinovitj Bljukher, lod nu partisaner besætte mindre hvide garnisoner i landsbyerne omkring Vladivostok og langs Ussur-jernbanen. Folkehæren blev samlet nord for Spasski for at forberede det endelige angreb på Vladivostok.
Enden var nu i sigte. Amur semstvoforsamling valgte til Amurlandets regeringsoverhoved og hærleder den tidligere stabsleder generalløjtnant Mikhail Konstantinovitj Diterikhs, men det fik ingen betydning. Moltsanov og et par hundrede soldater oprettede omkring 40 mil fra Spasskij en forsvarsstilling, hvor det lykkedes under ledelse af den nye krigsminister og kommandør over Folkehæren, litaueren Ijeronim Petrovitj Uborevitj ((litauisk) Jeronimas Uborevičius) i oktober at knuse en 1600 mand stor hvid hær. Uborevitj afventede der efter med at angribe Vladivostok til der ikke var flere japanske enheder i havnen. 4 dage senere mødtes Uborevitj med USAs konsul og fik samtykke til, at de hvide overdrog magten. Styrker fra hæren rykkede ind mod byen. 4 timer efter, at det sidste japanske skib var blevet borte i horisonten, ved middagstid den 25. oktober, besatte Folkehæren og partisaner byen. Uborevitj forbød enhver indblanding i evakueringen af de hvide. Han erklærede, at de besejrede fjender skulle rejse bort i fred. De fleste rejste fredeligt til Manchuriet, Shanghai, Hongkong, Korea og Australien. Tilbage blev kun de diplomatiske repræsentationer.

### Afviklingen
Genforeningen af Den Fjernøstlige Republik var imidlertid kortlivet, efter som dens regering den 14. november 1922 "bad om" at blive indlemmet i RSFSR straks efter. Dagen efter, den 15. november 1922, blev Den Fjernøstlige Republik opslugt af Sovjetunionen.

## Territorium
Den Fjernøstlige Republiks grænser fulgte vestbredden af Bajkalsøen og nordgrænsen for Mongoliet og Kina og nåede op til Tsjuktsjer- og Kamtsjatkahalvøen. Grænsen var imidlertid ofte udsat for hvide og japanske militære interventioner. Burjaternes land blev delt mellem Rusland i vest og Den Fjernøstlige Republik, som kontrollerede de østlige områder.

## Frimærker
Den Fjernøstlige Republik udgav flere frimærker i løbet af sin korte eksistens. De første frimærker blev udgivet i slutningen af 1920 til lokal brug i kystprovinserne og bestod af overtryk af frimærkeudgaver fra Kejserriget Rusland. De blev senere fulgt af 4 nytegnede frimærker. Andre områder fortsatte med at bruge lokalt udgivne frimærker langt ind i 1921, så som Semjonov-udgaverne i Tjita, og Blagovesjtjensk-udgaven i Amur oblast. Den centrale regering i Tjita udgav et endeligt sæt i 1921-1922, som blev meget brugt over hele Russisk fjernøsten op til februar 1924. Efter, at Vladivostok og omegn blev udskilt fra Den Fjernøstlige Republik i maj 1921, blev diverse lokalt overtrykte frimærker også udgivet derfra.